# ZaSu Pitts
ZaSu Pitts (Parsons, 3 de janeiro de 1894 — Hollywood, 7 de junho de 1963), foi uma atriz estadunidense que vivenciou a transição do cinema mudo para o falado e ainda para a televisão, havendo em suas estimativas participado de mais de quinhentos filmes.

## Biografia
Sua data real de nascimento não era certa, uma vez que a atriz deu várias ao longo da vida; seu nome foi uma forma que a mãe encontrara para agradar suas duas irmãs, Eliza e Susan; embora nascida em Parsons, ainda criança sua família se mudou para Santa Cruz.
Estudando no Santa Cruz High, apresentava-se em peças escolares e seu talento para atuação foi incentivado até que, em 1914, realizou uma performance no Opera House da cidade a fim de angariar recursos que patrocinasse sua mudança para Hollywood; assim, já em 1916 foi pela primeira vez creditada num filme e no ano seguinte foi "descoberta" por Mary Pickford, então uma superestrela consagrada, e passou a desempenhar papéis em comédias leves até que, em 1923, o diretor Erich von Stroheim percebeu sua capacidade para desempenhos mais sérios, e no ano seguinte ele estrelou aquele que foi seu maior sucesso, Greed.
Mas esta mudança para o desempenho dramático não se consolidou, graças a um infortúnio: escolhida para estrelar o consagrado All Quiet on the Western Front (Nada de Novo no Front) de 1930, a pré-estreia preparada pelo estúdio foi precedida pela apresentação de um de seus filmes humorísticos: quando ela finalmente surgiu na tela no desempenho sério, o público prorrompeu no riso, fazendo com que todas as cenas em que aparecia fossem refilmadas com outra atriz.
Esse revés entretanto não significou um fracasso para sua carreira: ela continuou em papéis engraçados com tanto sucesso que pode atuar como freelancer, ao invés de ser contratada por um estúdio, sendo considerada uma das mais duradouras atrizes comediantes da história do cinema; atuou até o ano de sua morte por câncer, em 1963.

## Filmografia parcial
| Ano  | Filme                           | Papel                              | Notas                                              |
| ---- | ------------------------------- | ---------------------------------- | -------------------------------------------------- |
| 1917 | Rebecca of Sunnybrook Farm      | Papel não determinado              | Não creditada                                      |
| 1917 | 49-'17                          | Party Guest                        | Não creditada                                      |
| 1917 | The Little Princess             | Becky                              |                                                    |
| 1918 | A Modern Musketeer              | A Kansas Belle                     | Não creditada                                      |
| 1918 | How Could You Jean?             | Oscar's Sweetheart                 |                                                    |
| 1918 | The Talk of the Town            |                                    |                                                    |
| 1918 | The Greatest Thing in Life      |                                    | (cenas deletadas)                                  |
| 1919 | A Lady's Name                   | Emily                              |                                                    |
| 1919 | As the Sun Went Down            | Sal Sue                            |                                                    |
| 1919 | Men, Women, and Money           | Katie Jones                        |                                                    |
| 1919 | Better Times                    | Nancy Scroggs                      |                                                    |
| 1919 | The Other Half                  | Jennie Jones, The Jazz Kid         |                                                    |
| 1919 | Poor Relations                  | Daisy Perkins                      |                                                    |
| 1920 | Bright Skies                    | Sally                              |                                                    |
| 1920 | Heart of Twenty                 | Katie Abbott                       |                                                    |
| 1920 | Seeing It Through               | Betty Lawrence                     |                                                    |
| 1921 | Patsy                           | Patsy                              |                                                    |
| 1922 | Is Matrimony a Failure?         | Mrs. Wilbur                        |                                                    |
| 1922 | For the Defense                 | Jennie Dunn                        |                                                    |
| 1922 | Youth to Youth                  | Emily                              |                                                    |
| 1922 | A Daughter of Luxury            | Mary Cosgrove                      |                                                    |
| 1923 | Mary of the Movies              | Como ela mesma                     |                                                    |
| 1923 | The Girl Who Came Back          | Anastasia Muldoon                  |                                                    |
| 1923 | Souls for Sale                  | Como ela mesma                     |                                                    |
| 1923 | Three Wise Fools                | Mickey                             |                                                    |
| 1923 | Hollywood                       | Como ela mesma                     |                                                    |
| 1923 | Tea: With a Kick!               | 'Brainy' Jones                     |                                                    |
| 1923 | West of the Water Tower         | Dessie Arnhalt                     |                                                    |
| 1924 | Daughters of Today              | Lorena                             |                                                    |
| 1924 | The Goldfish                    | Amelia Pugsley                     |                                                    |
| 1924 | Triumph                         | Operária de fábrica                |                                                    |
| 1924 | Changing Husbands               | Delia                              |                                                    |
| 1924 | Legend of Hollywood             | Mary Brown                         |                                                    |
| 1924 | Wine of Youth                   | Lucy                               | cenas deletadas                                    |
| 1924 | The Fast Set                    | Mona                               |                                                    |
| 1924 | Secrets of the Night            | Celia Stebbins                     |                                                    |
| 1924 | Greed                           | Trina                              |                                                    |
| 1924 | Sunlight of Paris               |                                    |                                                    |
| 1925 | The Great Divide                | Polly Jordan                       |                                                    |
| 1925 | The Re-Creation of Brian Kent   | Judy                               |                                                    |
| 1925 | Old Shoes                       |                                    |                                                    |
| 1925 | Pretty Ladies                   | Maggie Keenan                      |                                                    |
| 1925 | A Woman's Faith                 | Blanche Odile                      |                                                    |
| 1925 | The Business of Love            | Miss Wright                        |                                                    |
| 1925 | Thunder Mountain                | Mandy Coulter                      |                                                    |
| 1925 | Lazybones                       | Ruth Fanning                       |                                                    |
| 1925 | Wages for Wives                 | Luella Logan                       |                                                    |
| 1925 | The Great Love                  | Nancy                              |                                                    |
| 1926 | Mannequin                       | Annie Pogani                       |                                                    |
| 1926 | What Happened to Jones          | Hilda                              |                                                    |
| 1926 | Monte Carlo                     | Hope Durant                        |                                                    |
| 1926 | Early to Wed                    | Mrs. Dugan                         |                                                    |
| 1926 | Risky Business                  | Agnes Wheaton                      |                                                    |
| 1926 | Her Big Night                   | Gladys Smith                       |                                                    |
| 1927 | Casey at the Bat                | Camille Gibson                     |                                                    |
| 1928 | Wife Savers                     | Germaine                           |                                                    |
| 1928 | 13 Washington Square            | Mathilde                           |                                                    |
| 1928 | Buck Privates                   | Hulda                              |                                                    |
| 1928 | The Wedding March               | Cecelia Schweisser                 |                                                    |
| 1928 | Sins of the Fathers             | Mother Spengler                    |                                                    |
| 1929 | The Dummy                       | Rose Gleason                       |                                                    |
| 1929 | The Squall                      | Lena                               |                                                    |
| 1929 | Twin Beds                       | Tillie                             |                                                    |
| 1929 | The Argyle Case                 | Mrs. Wyatt                         |                                                    |
| 1929 | Her Private Life                | Timmins                            |                                                    |
| 1929 | Oh, Yeah?                       | The Elk                            |                                                    |
| 1929 | Paris                           | Harriet                            |                                                    |
| 1929 | The Locked Door                 | Telefonista                        |                                                    |
| 1929 | This Thing Called Love          | Clara Bertrand                     |                                                    |
| 1930 | No, No, Nanette                 | Pauline Hastings                   |                                                    |
| 1930 | Honey                           | Mayme                              |                                                    |
| 1930 | All Quiet on the Western Front  | Frau Bäumer                        | Apenas no trailer, cenas deletadas                 |
| 1930 | The Devil's Holiday             | Ethel                              |                                                    |
| 1930 | The Little Accident             | Monica                             |                                                    |
| 1930 | The Squealer                    | Bella                              |                                                    |
| 1930 | Monte Carlo                     | Bertha                             |                                                    |
| 1930 | War Nurse                       | Cushie                             |                                                    |
| 1930 | The Lottery Bride               | Hilda                              |                                                    |
| 1930 | River's End                     | Louise                             |                                                    |
| 1930 | Sin Takes a Holiday             | Annie                              |                                                    |
| 1930 | The Honeymoon                   | Caecilia                           | Filme perdido Apresentado apenas na Europa         |
| 1930 | Free Love                       | Ada                                |                                                    |
| 1930 | Passion Flower                  | Mrs. Harney                        |                                                    |
| 1931 | Finn and Hattie                 | Mrs. Haddock                       |                                                    |
| 1931 | Bad Sister                      | Minnie                             |                                                    |
| 1931 | Beyond Victory                  | Mademoiselle Fritzi                |                                                    |
| 1931 | Seed                            | Jennie                             |                                                    |
| 1931 | A Woman of Experience           | Katie                              |                                                    |
| 1931 | Their Mad Moment                | Miss Dibbs                         |                                                    |
| 1931 | The Big Gamble                  | Nora Dugan                         |                                                    |
| 1931 | The Secret Witness              | Bella                              |                                                    |
| 1931 | On the Loose                    | Zasu                               | Curta-metragem                                     |
| 1932 | The Unexpected Father           | Polly Perkins                      |                                                    |
| 1932 | Broken Lullaby                  | Anna, Holderlin's Maid             |                                                    |
| 1932 | Steady Company                  | Dot                                |                                                    |
| 1932 | Shopworn                        | Aunt Dot                           |                                                    |
| 1932 | Destry Rides Again              | Trabalhadora                       | Título alternativo: Justice Rides Again            |
| 1932 | The Trial of Vivienne Ware      | Gladys Fairweather                 |                                                    |
| 1932 | Strangers of the Evening        | Sybil Smith                        |                                                    |
| 1932 | Westward Passage                | Mrs. Truesdale                     |                                                    |
| 1932 | Is My Face Red?                 | Morning Gazette Telephone Operator |                                                    |
| 1932 | Make Me a Star                  | Mrs. Scudder                       |                                                    |
| 1932 | Roar of the Dragon              | Gabby Woman                        |                                                    |
| 1932 | The Vanishing Frontier          | Aunt Sylvia                        |                                                    |
| 1932 | Blondie of the Follies          | Gertie                             |                                                    |
| 1932 | Back Street                     | Mrs. Dole                          |                                                    |
| 1932 | Once in a Lifetime              | Miss Leyton                        |                                                    |
| 1932 | Madison Square Garden           | Florrie                            |                                                    |
| 1932 | They Just Had to Get Married    | Molly Hull                         |                                                    |
| 1933 | Out All Night                   | Bunny                              |                                                    |
| 1933 | Hello, Sister!                  | Millie                             |                                                    |
| 1933 | Professional Sweetheart         | Elmerada de Leon                   |                                                    |
| 1933 | Her First Mate                  | Mary Horner                        |                                                    |
| 1933 | Love, Honor, and Oh Baby!       | Connie Clark                       |                                                    |
| 1933 | Aggie Appleby, Maker of Men     | Sybby 'Sib'                        |                                                    |
| 1933 | Meet the Baron                  | ZaSu                               |                                                    |
| 1933 | Mr. Skitch                      | Maddie Skitch                      |                                                    |
| 1934 | The Meanest Gal in Town         | Tillie Prescott                    |                                                    |
| 1934 | Two Alone                       | Esthey Roberts                     |                                                    |
| 1934 | Three on a Honeymoon            | Alice Mudge                        |                                                    |
| 1934 | Sing and Like It                | Annie Snodgrass                    |                                                    |
| 1934 | Love Birds                      | Araminta Tootle                    |                                                    |
| 1934 | Private Scandal                 | Miss Coates                        |                                                    |
| 1934 | Dames                           | Matilda Ounce Hemingway            |                                                    |
| 1934 | Their Big Moment                | Tillie Whim                        |                                                    |
| 1935 | Ruggles of Red Gap              | Prunella Judson                    |                                                    |
| 1935 | Spring Tonic                    | Maggie Conklin                     |                                                    |
| 1935 | Going Highbrow                  | Mrs. Cora Upshaw                   |                                                    |
| 1935 | She Gets Her Man                | Esmeralda                          |                                                    |
| 1935 | Hot Tip                         | Belle McGill                       |                                                    |
| 1935 | The Affairs of Susan            | Susan Todd                         |                                                    |
| 1936 | Thirteen Hours by Air           | Miss Harkins                       |                                                    |
| 1936 | Mad Holiday                     | Mrs. Kinney                        |                                                    |
| 1936 | The Plot Thickens               | Hildegarde Withers                 |                                                    |
| 1936 | Sing Me a Love Song             | Gwen Logan                         |                                                    |
| 1937 | Wanted!                         | Winnie Oatfield                    |                                                    |
| 1937 | Merry Comes to Town             | Winnie Oatfield                    |                                                    |
| 1937 | Forty Naughty Girls             | Hildegarde Withers                 |                                                    |
| 1937 | 52nd Street                     | Letitia Rondell                    |                                                    |
| 1939 | Mickey the Kid                  | Lilly Handy                        |                                                    |
| 1939 | Nurse Edith Cavell              | Mme. Moulin                        |                                                    |
| 1939 | Eternally Yours                 | Mrs. Cary Bingham                  |                                                    |
| 1940 | It All Came True                | Miss Flint                         |                                                    |
| 1940 | No, No Nanette                  | Pauline Hastings                   |                                                    |
| 1941 | Weekend for Three               | Anna                               |                                                    |
| 1941 | Miss Polly                      | Miss Pandora Polly                 |                                                    |
| 1941 | The Mexican Spitfire's Baby     | Miss Emily Pepper                  |                                                    |
| 1941 | Uncle Joe                       | Julia Jordan                       |                                                    |
| 1942 | Mexican Spitfire at Sea         | Miss Pepper                        |                                                    |
| 1952 | Denver and Rio Grande           | Jane Dwyer                         |                                                    |
| 1954 | Francis Joins the WACS          | Tenente Valerie Humpert            |                                                    |
| 1963 | It's a Mad, Mad, Mad, Mad World | Gertie                             | Lançamento póstumo, filmado em 1962 (último papel) |

## Homenagem filatélica
Como parte de uma série que lembrava dez estrelas do cinema mudo, o Serviço Postal lançou em abril de 1994 um selo que homenageava a atriz, numa caricatura feita por Al Hirschfeld.